# Minamisinejo
A Minamisinejo (hangul: 미남이시네요, RR: Minamisineyo), angol címén You're Beautiful, 2009-ben bemutatott dél-koreai televíziós sorozat, melyet az SBS csatorna vetített. A főszerepben Pak Sinhje (박신혜, Park Shin-hye), Csang Gunszok (장근석, Jang Geun-suk), Csong Jonghva (정용화, Jung Yong-hwa) (CN Blue) és I Honggi (이홍기, Lee Hongki) (F.T. Island) látható. I Honggi öt év után ezzel a sorozattal tért vissza a képernyőre.
A sorozatnak két remake-je készült, a japán Ikemen deszu ne 2011-ben, valamint a tajvani Fabulous Boys 2013-ban, ahol Pak Shinhje cameoszerepben is felbukkant.
A film címe a főszereplő nevére utal: Ko Minam (Go Minam) szójáték, a „virágfiú, szép fiú” jelentésű kkonminamra utal.

## Történet
Ko Minjo (Go Mi-nyeo) apácazárdában él, imádkozik és a zárda kertjében álló szobrokat pucolja. Csendes élete gyökeresen megváltozik, amikor felbukkan Ma menedzser, aki könyörög neki, hogy segítsen a testvérén, Minamon. Minam és Minjo (Mi-neyo) ikrek, és Minam, az ikerpár fiú tagja épp Korea egyik legnépszerűbb együttesébe, az A.N.Jell-be nyert felvételt, csakhogy rosszul sikerült az Államokban végrehajtott plasztikai műtétje és korrekciók miatt maradnia kell. A menedzser attól tart, Minam elveszítheti a pozíciót, ha kiderül, hogy operálták, ezért megkéri Minjót (Mi-neyot), hogy mivel úgyis kiköpött mása a bátyjának, pár hétre öltözzön fiúnak és bújjon Minam bőrébe. A lány beleegyezik, levágatja a haját, felveszi testvére ruháit és aláírja a nevében a szerződést An (Ahn) igazgatóval, az A.N.Jellt menedzselő cég főnökével.
Az A.N.Jell tagjai azonban nem örülnek túlzottan az új fiú érkezésének, különösen Thegjong (Te-kyeong), az énekes fogadja rendkívül ridegen Minamot. Ráadásul a fiúvá öltöztetett lánynak be kell költöznie a fiúk kétemeletes villájába is. Titkát elég hamar felfedezi Sinu (Sin-woo), a gitáros, de annyira megtetszik neki a lány, hogy nem szól senkinek. A mókamester Jeremy, a dobos, hideg távolságot tart Minamtól, főképp, mert „furán” érzi magát a közelében. Minjo (Mi-neyo)/Minam pedig lassan teljesen beleszeret az őt ki nem állható Thegjong (Te-kyeong)ba, de meg kell küzdenie a fiúra pályázó gonosz természetű Hei (He-yi)vel, aki megsejti, hogy Minammal valami nem stimmel.

## Szereplők

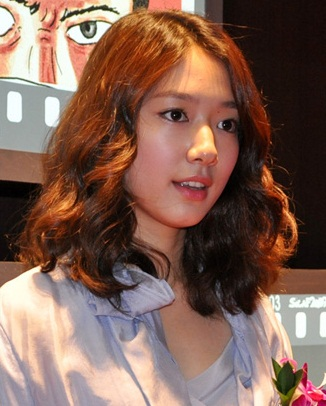
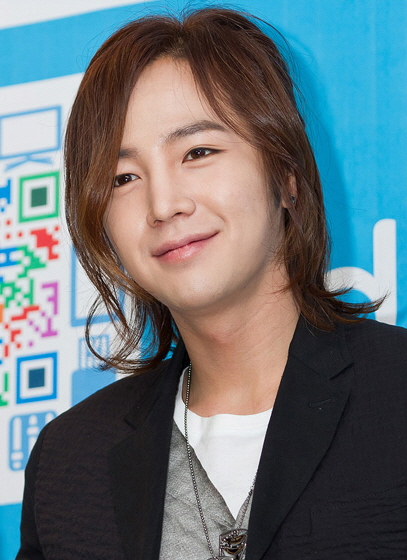
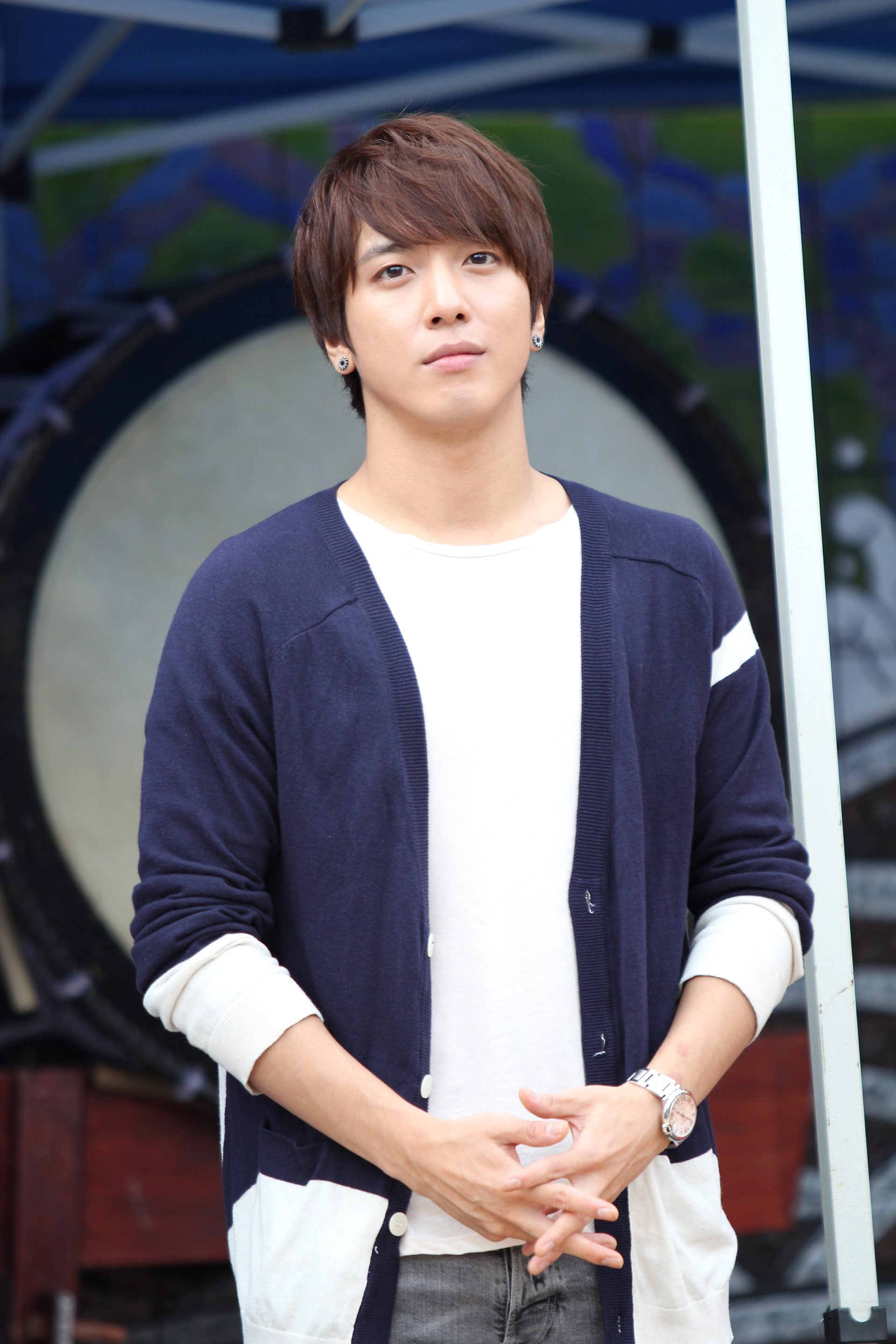
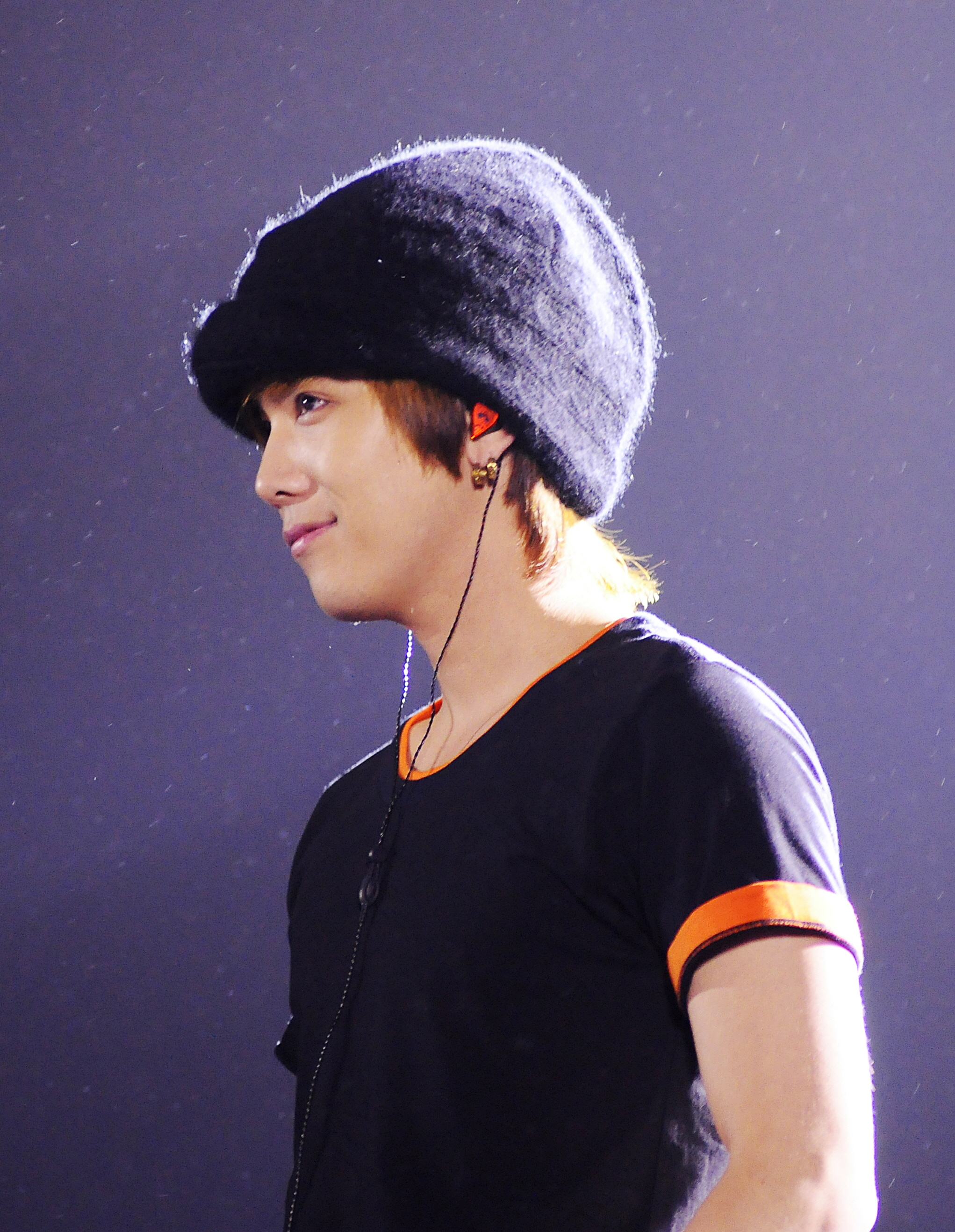
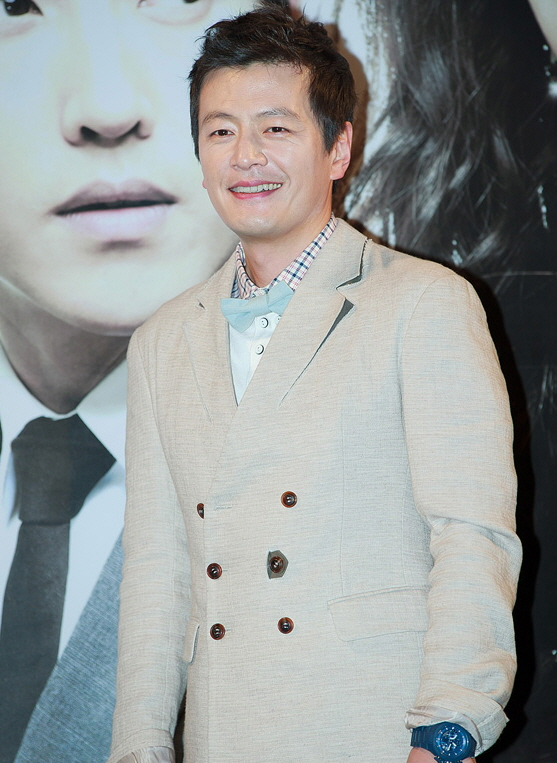
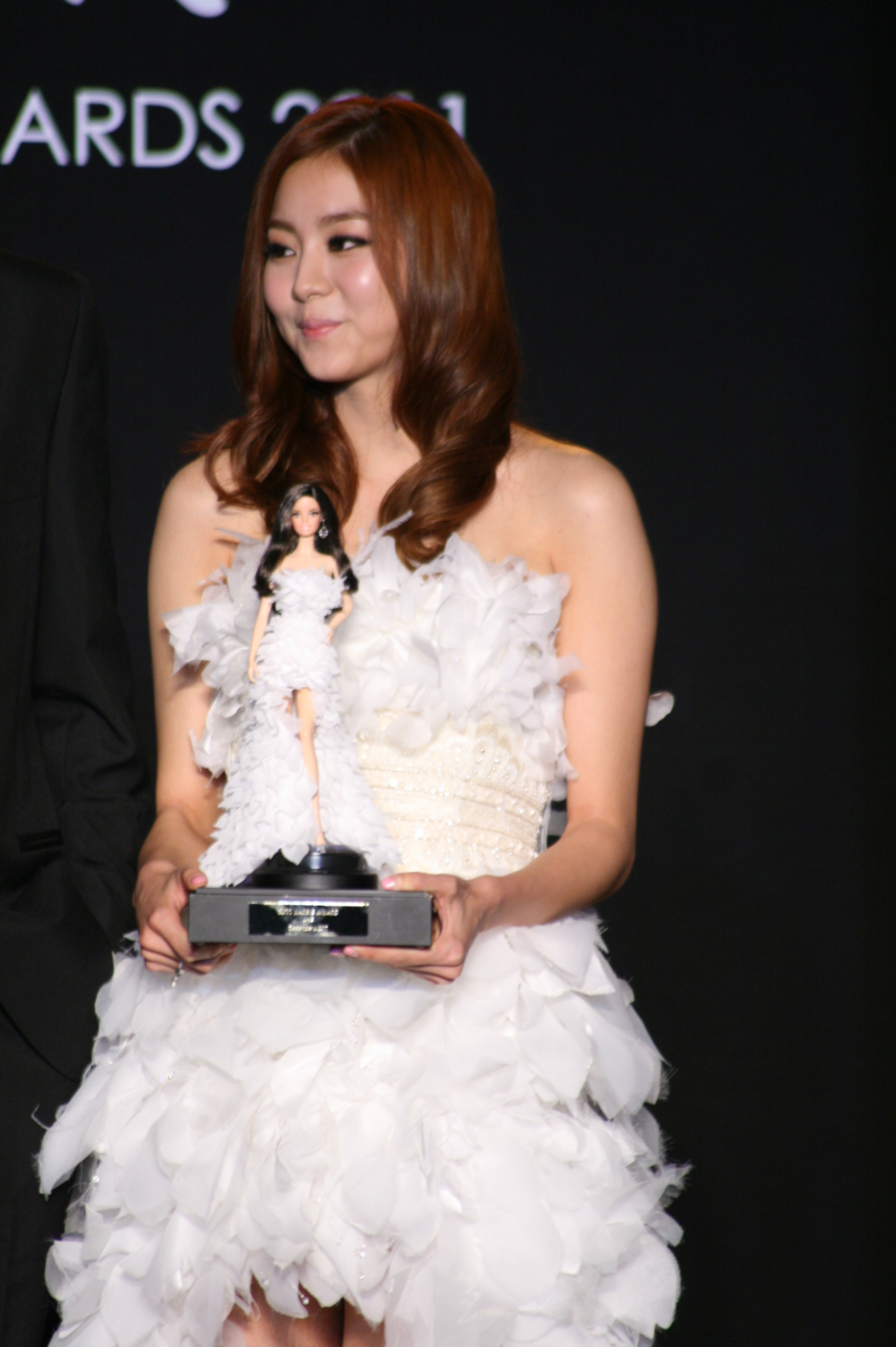
Uee

- Pak Sinhje (박신혜, Park Shin-hye): Ko Minam/Ko Minjo (고미남/고미녀, Go Mi-nam/Go Mi-nyeo)
- Csang Gunszok (장근석, Jang Geun-suk): Hvang Thegjong (황태경, Hwang Te-kyeong)
- Csong Jonghva (정용화, Jung Yong-hwa): Kang Sinu (강신우, Kang Sin-woo)
- I Honggi (이홍기, Lee Hongki): Jeremy
- Csong Cshan (정찬, Jung Cshan): An (Ahn) igazgató
- Kim Ingvon (김인권, Kim In-kwon): Ma menedzser
- Uee: Ju Hei (유헤이, Yoo He-yi)

- Pak Sinhje (박신혜, Park Shin-hye)
- Csang Gunszok (장근석, Jang Geun-suk)
- Csong Jonghva (정용화, Jung Yong-hwa)
- I Honggi (이홍기, Lee Hongki)
- Csong Cshan (정찬, Jung Cshan)
- Uee